# Morti nel 1242
| Questa pagina contiene informazioni ricavate automaticamente dalle voci biografiche con l'ausilio del template Bio e di un bot. L'aggiornamento è periodico e automatico e ricostruisce completamente la pagina. Se manca una persona in questa lista, sei pregato di non aggiungerla, ma accertati piuttosto che la sua voce biografica contenga il template Bio e che i dati anagrafici siano correttamente compilati. Se il template Bio manca, inseriscilo tu stesso o, in alternativa, metti l'avviso {{tmp\|Bio}} che ne segnala la mancanza. Se i dati riportati sono sbagliati, correggi direttamente la voce biografica; le modifiche saranno visibili in questa lista entro pochi giorni. Per chiarimenti vedi il progetto biografie. La lista contiene solo le 22 persone che sono citate nell'enciclopedia e per le quali è stato implementato correttamente il template Bio. Pagina aggiornata al 10 giu 2025. |

- 1º febbraio - Santa Verdiana, religiosa italiana (n. 1182)
- 10 febbraio - Enrico VII di Hohenstaufen, re tedesco (n. 1211)
- 10 febbraio - Shijō, imperatore giapponese (n. 1231)
- 9 aprile - Richard de Morins, religioso e storico britannico (n. 1161)
- 15 maggio - Bahram di Delhi, sultano (n. 1212)
- 26 giugno - Thomas de Beaumont, VI conte di Warwick, conte (n. 1208)
- 1º luglio - Chagatai, generale mongolo (n. 1183)
- 15 luglio - Ceslao di Cracovia, presbitero polacco
- 23 agosto - Arcimbaldo VIII di Borbone, nobile
- 7 ottobre - Juntoku, imperatore giapponese (n. 1197)
- 4 dicembre - Abd al-Wahid II, califfo berbero
- 5 dicembre - Al-Mustansir, califfo arabo (n. 1192)
- 9 dicembre - Richard le Gras, abate e politico inglese
- 26 dicembre - Hugh de Lacy, I conte di Ulster, nobile britannico
- Pietro Capuano iuniore, cardinale e patriarca cattolico italiano
- Enguerrand III, signore di Coucy, nobile francese
- Giovanni da Salerno, religioso italiano (n. 1190)
- Nuño Sánchez, conte (n. 1185)
- Patrick, conte di Atholl, nobile scozzese
- Pierre de Vielle-Bride, francese
- Alberto da Camino, vescovo cattolico italiano
- Guecellone V da Camino, nobile italiano